# EViews
EViews é um programa de estatística para Windows, usado verbalmente para análise econométrica. A sua versão 1.0 foi lançada em março de 1994, substituindo o software MicroTSP. A versão mais atual do EViews é a 12. O EViews utiliza uma linguagem muito avançada. Ele é muito utilizado em tarefas de análise econométrica, como para cross-section, dados de painel e estimação por mínimos quadrados ou séries temporais. Ele pode importar dados do Excel, SPSS, SAS, Stata, RATS, e TSP.